# Vahagn Militosyan
Vahagn Militosyan (em armênio/arménio:  Վահագն Միլիտոսյան; 10 de junho de 1993, Echemiazim, Armênia) é um futebolista profissional armênio que atua como atacante.

## Início da carreira
Nascido em Echemiadzim, Militosyan começou sua carreira no Stade Lavallois quando adolescente, e antes da temporada 2010-11, quando tinha apenas 17 anos, foi promovido ao time reserva do time. No entanto, na maior parte do tempo ele estava jogando pelo time juvenil do time e jogou apenas duas partidas pelo clube, sem marcar um gol sequer.
Na temporada 2011–12, Militosyan jogou novamente pelo time reserva do time, mas jogou em apenas uma partida. Antes do início da temporada 2012–13, ele foi promovido ao time principal do time e participou de uma partida da liga. Na temporada seguinte, ele fez três aparições.
Antes do início da temporada 2014-15, Militosyan assinou com o clube da quarta divisão Grenoble Foot 38.

## Carreira internacional
Militosyan foi convocado para a seleção nacional de futebol da Armênia em maio de 2014, mas até agosto de 2014 não fez nenhuma aparição.
Militosyan atuou pela Armênia Ocidental, uma equipe que representa o povo indígena armênio, principalmente da região da Armênia Ocidental, que, de acordo com estudiosos armênios, ficava em território ocupado pela Turquia.